# Jean-Baptiste Thorn

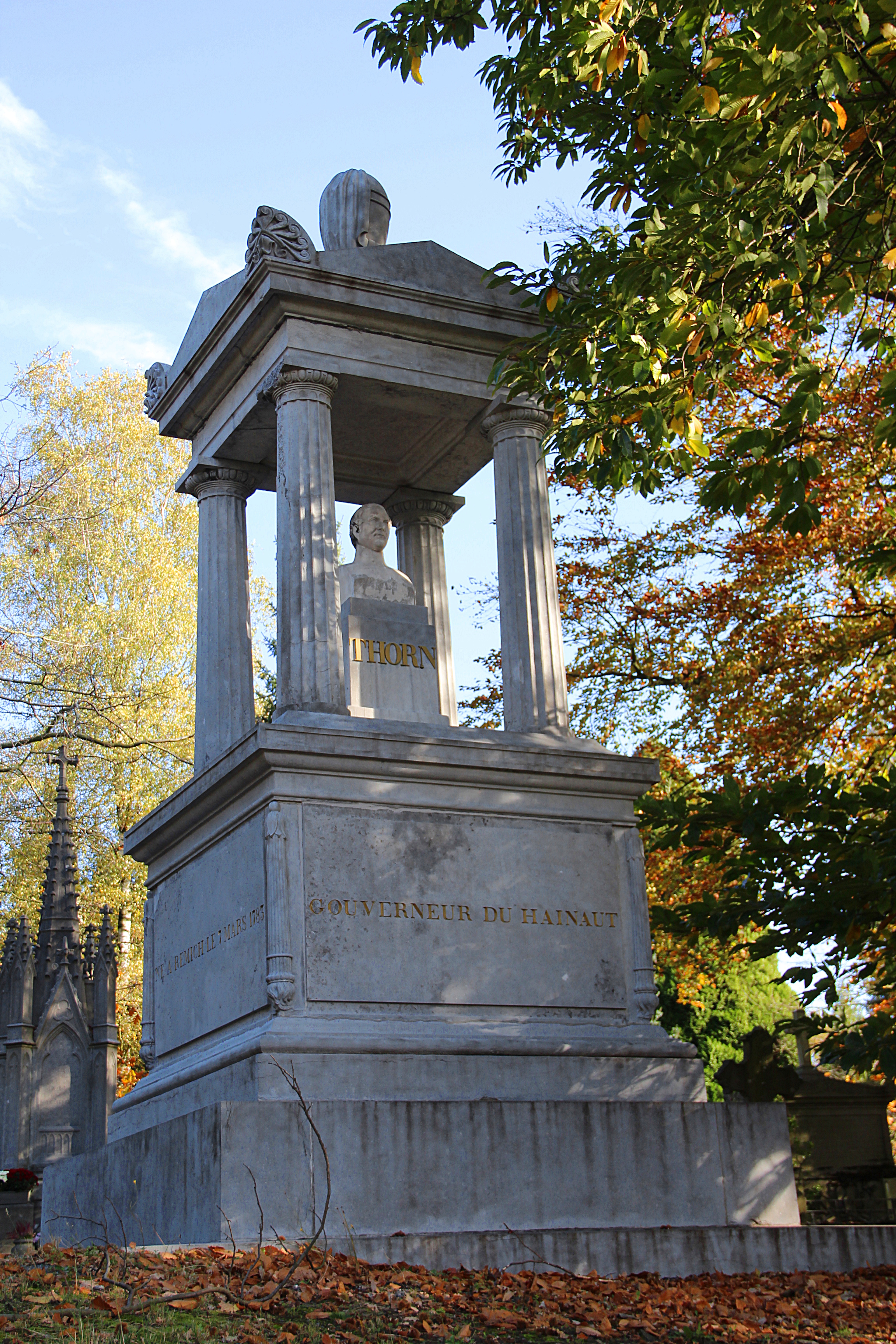
Monument funerari de Jean Baptiste Thorn.

Jean-Baptiste Thorn (Remich, 17 de març de 1783 - Mons, 23 de març de 1841) va ser un jurista i polític luxemburguès que va ocupar càrrecs tant a Luxemburg com a Bèlgica durant i immediatament després de la Revolució belga.
Va ser membre del Congrés Nacional de Bèlgica (1830 a 1831), el cos revolucionari encarregat de redactar la nova Constitució de Bèlgica, i va ocupar el càrrec de governador de les províncies belgues de Luxemburg (1830-1.836) i Hainaut (1836 - 1841).
Després de la Revolució, Thorn va tornar al Gran Ducat de Luxemburg, on es va convertir en un regidor al Consell comunal de la ciutat de Luxemburg.